# Leptoderris tomentella
Leptoderris tomentella är en ärtväxtart som beskrevs av Hermann August Theodor Harms. Leptoderris tomentella ingår i släktet Leptoderris och familjen ärtväxter. Inga underarter finns listade i Catalogue of Life.